# Campeonato Peruano de Fútbol de 1934
El Campeonato Peruano de Fútbol de 1934, denominado como «XIX Campeonato de la Liga Provincial de Football de Lima 1934», fue la edición número 19 de la Primera División del Perú y la 9.ª edición realizada por la FPF; y tuvo nueve equipos participantes. El campeón de este torneo fue Universitario de Deportes. Los goleadores de la temporada fueron Teodoro Fernández y Jorge Alcalde, ambos con 10 goles. De esta manera Lolo Fernández consiguió por primera vez ser el goleador de la Primera División del Perú por tres años consecutivos, récord que posee junto a Valeriano López.
En torno a este campeonato existe una controversia respecto al equipo al cual debió otorgarse el título. Algunos sostienen que el campeón debió ser el Alianza Lima, mientras que otros sostienen que el título corresponde a Universitario de Deportes.
La polémica surge cuando Alianza Lima logra superar a Universitario de Deportes en la última fecha por un cuarto de punto, gracias a la bonificación que otorgaba el Torneo de Reservas que se disputaba en aquella época de manera paralela al Torneo de Primeros Equipos. Los dirigentes de Universitario impugnaron el resultado, pues consideraban injusto perder el campeonato por un cuarto de punto proveniente de un torneo secundario (Torneo de Reservas), y como respuesta a ello las autoridades deportivas ordenaron que se jugara un partido extra. La duda se genera con respecto al carácter de este partido adicional. El Club Universitario de Deportes señala que las autoridades habrían declarado empatado el torneo, y de este modo el partido extra, en el cual salieron victoriosos les habría dado el título absoluto. Por su parte, el Club Alianza Lima afirma que los reclamos de Universitario no fueron aceptados, y que incluso unos meses después se les habría ratificado el título del campeonato mediante una resolución dictaminada por los entes oficiales del torneo, por lo que el partido extra nunca habría definido el título absoluto sino uno secundario (Torneo de Primeros Equipos).
Al margen de esta discusión, la Federación Peruana de Fútbol y la Asociación Deportiva de Fútbol Profesional, reconocen oficialmente a Universitario como el campeón de aquel año. Actualmente, la FIFA señala a Universitario como campeón, sin embargo, anteriormente registró el título a favor de Alianza Lima. Desde 2013, existe un reclamo oficial de Alianza Lima a la Federación Peruana de Fútbol para rectificar el palmarés, sin respuesta formal actualmente.

## Ascensos y descensos
| Club          | Ascendido como                 |
| ------------- | ------------------------------ |
| Unión Carbone | 1º en División Intermedia 1933 |

| Club           | Descendido como           |
| -------------- | ------------------------- |
| Sport Progreso | 9º en el Campeonato 1933  |
| Sportivo Unión | 10º en el Campeonato 1933 |

## Equipos participantes
| Club                          | Ciudad |
| ----------------------------- | ------ |
| Alianza Lima                  | Lima   |
| Ciclista Lima                 | Lima   |
| Circolo Sportivo Italiano     | Lima   |
| Sport Boys                    | Callao |
| Sporting Tabaco               | Lima   |
| Sportivo Tarapacá Ferrocarril | Lima   |
| Sucre FBC                     | Lima   |
| Unión Carbone                 | Lima   |
| Universitario de Deportes     | Lima   |

## Antecedentes
Con la finalidad de incentivar la aparición de nuevos talentos en el fútbol, a partir de 1931 el Campeonato Peruano de Primera División se estructuró sobre la base de dos torneos que se disputaron de forma paralela: El Torneo de Primeros Equipos, conformado por los equipos principales de cada club participante, y el Torneo de Reservas, conformado por juveniles o reservistas de estos mismos clubes. Ambos torneos tenían incidencia en la definición del campeón de la temporada. Así, la tabla general se formaba sobre la base de la sumatoria de los puntos obtenidos por los equipos principales de cada club en el Torneo de Primeros Equipos, a la cual se añadía una bonificación de 0.25 puntos por cada punto obtenido en el Torneo de Reservas.
El título de Campeón Absoluto se le otorgaba al club que obtuviese el primer puesto en la Tabla General. En 1934, Universitario de Deportes y Alianza Lima terminaron empatados en el Torneo de Primeros Equipos con 21 puntos cada uno. Sin embargo, en el Torneo de Reservas Alianza Lima logró superar a su clásico rival por 23 puntos contra 22. En consecuencia, en aplicación del sistema de bonificación de puntos antes descrito, Alianza Lima quedó ubicado en el primer lugar en la Tabla General por una diferencia de 0.25 puntos, siendo por ello proclamado como Campeón Absoluto del torneo.
| P | Equipo                    | PJ | PG | PE | PP | GF | GC | Ptos | Resv | TOTAL |
| 1 | Alianza Lima              | 8  | 6  | 1  | 1  | 14 | 6  | 21   | 5.75 | 26.75 |
| 2 | Universitario de Deportes | 8  | 6  | 1  | 1  | 14 | 8  | 21   | 5.50 | 26.50 |

Plácido Galindo, dirigente de Universitario de Deportes, consideró injusto y antideportivo que el torneo se definiera por una diferencia de 0.25 puntos, más aún por el hecho de que dicha diferencia proviniera de lo que consideraba un torneo secundario (Torneo de Reservas), razón por la cual formuló un reclamo ante la Federación Peruana de Fútbol solicitando que se disputara un partido extra para definir el campeonato. Las autoridades deportivas peruanas, aprovechando que en Lima se venía realizando un congreso de la Confederación Sudamericana de Fútbol, expusieron el caso ante algunos de sus delegados, quienes opinaron que un título no debía definirse por un margen tan estrecho, y que lo mejor sería declararlo empatado. Por diversas razones, el partido extra no llegó a disputarse sino hasta julio de 1935, el cual concluyó con victoria para Universitario por 2-1. Es en este punto que se genera la controversia, específicamente en cuanto al carácter que tuvo este partido adicional.

## Tabla de posiciones

### Primeros Equipos
| P | Equipo                        | PJ | PG | PE | PP | GF | GC | DG  | Ptos |
| - | ----------------------------- | -- | -- | -- | -- | -- | -- | --- | ---- |
| 1 | Alianza Lima                  | 8  | 6  | 1  | 1  | 14 | 6  | +8  | 21   |
| 2 | Universitario de Deportes     | 8  | 6  | 1  | 1  | 14 | 8  | +6  | 21   |
| 3 | Sport Boys                    | 8  | 4  | 3  | 1  | 17 | 8  | +9  | 19   |
| 4 | Sucre FBC                     | 8  | 5  | 1  | 2  | 16 | 10 | +6  | 19   |
| 5 | Sportivo Tarapacá Ferrocarril | 8  | 3  | 3  | 2  | 11 | 7  | +4  | 17   |
| 6 | Sporting Tabaco               | 8  | 3  | 2  | 3  | 13 | 14 | –1  | 16   |
| 7 | Ciclista Lima                 | 8  | 1  | 1  | 6  | 6  | 20 | –14 | 11   |
| 8 | Unión Carbone                 | 8  | 1  | 1  | 6  | 5  | 21 | –16 | 11   |
| 9 | Circolo Sportivo Italiano     | 8  | 0  | 1  | 7  | 5  | 7  | –2  | 4    |

- Al igualar en puntos, Alianza Lima y Universitario desempataron el torneo en un partido extra.[31]

### Equipo de Reservas
| P | Equipo                        | PJ | PG | PE | PP | Ptos |
| - | ----------------------------- | -- | -- | -- | -- | ---- |
| 1 | Alianza Lima                  | 8  | 7  | 1  | 0  | 23   |
| 2 | Universitario de Deportes     | 8  | 7  | 0  | 1  | 22   |
| 3 | Sportivo Tarapacá Ferrocarril | 8  | 4  | 1  | 3  | 17   |
| 4 | Sporting Tabaco               | 8  | 3  | 3  | 2  | 17   |
| 5 | Sucre FBC                     | 8  | 3  | 1  | 4  | 15   |
| 6 | Unión Carbone                 | 8  | 2  | 1  | 5  | 13   |
| 7 | Sport Boys                    | 8  | 1  | 2  | 5  | 12   |
| 8 | Ciclista Lima                 | 8  | 2  | 2  | 4  | 12   |
| 9 | Circolo Sportivo Italiano     | 8  | 1  | 1  | 6  | 6    |

- Ciclista Lima y Circolo Sportivo perdieron dos y cinco puntos respectivamente por walkover.[32]

### Tabla Absoluta
| P | Equipo                           | PJ | PG | PE | PP | GF | GC | Ptos | RESV(**) | TOTAL(***) |
| - | -------------------------------- | -- | -- | -- | -- | -- | -- | ---- | -------- | ---------- |
| 1 | Alianza Lima                     | 8  | 6  | 1  | 1  | 14 | 6  | 21   | 5.75     | 26.75      |
| 2 | Universitario de Deportes(*)     | 8  | 6  | 1  | 1  | 14 | 8  | 21   | 5.50     | 26.50      |
| 3 | Sucre FBC                        | 8  | 5  | 1  | 2  | 16 | 10 | 19   | 3.75     | 22.75      |
| 4 | Sport Boys                       | 8  | 4  | 3  | 1  | 17 | 8  | 19   | 3        | 22         |
| 5 | Sportivo Tarapacá Ferrocarril    | 8  | 3  | 3  | 2  | 11 | 7  | 17   | 4.75     | 21.75      |
| 6 | Sporting Tabaco                  | 8  | 3  | 2  | 3  | 13 | 14 | 16   | 4.25     | 20.25      |
| 7 | Unión Carbone                    | 8  | 1  | 1  | 6  | 5  | 21 | 11   | 3.25     | 14.25      |
| 8 | Ciclista Lima                    | 8  | 1  | 1  | 6  | 6  | 20 | 11   | 3        | 14         |
| 9 | Circolo Sportivo Italiano (****) | 3  | 0  | 1  | 7  | 5  | 7  | 4    | 1.50     | 5.50       |

|  | Campeón  |
|  | Descenso |
- (*)  A pesar de la polémica sobre este campeonato, la FPF y la ADFP consideran como campeón a Universitario.
- (**)  Puntos de bonificación provenientes del Torneo de Reserva (25% del puntaje total).
- (***)  Puntos del torneo de Primeros Equipos más los puntos de bonificación del Torneo de Reserva.
- (****) Circolo Sportivo Italiano se retiró del torneo después de tres partidos. Por lo tanto, sus cinco partidos restantes se adjudicaron a sus oponentes por walkover.

## Desempate
| 7 de julio de 1935, 16:25 | Universitario            | 2:1 (0:1) | Alianza Lima | Estadio Nacional, Lima                                   |                                                          |
|                           | Arce 53' · Fernández 61' | Reporte   | Lavalle 26'  | Asistencia: 8223 espectadores Árbitro(s): Arnold Rottman | Asistencia: 8223 espectadores Árbitro(s): Arnold Rottman |

| 1     | POR   | Juan Criado                       |  |
| 4     | DEF   | Arturo Fernández Meyzán           |  |
| 2     | DEF   | Alberto Denegri                   |  |
| 6     | DEF   | Félix Sayers                      |  |
| 3     | DEF   | Vicente Arce                      |  |
| 8     | MED   | Orestes Jordán                    |  |
| 5     | MED   | Elivio Vannini                    |  |
| 11    | MED   | Carlos Tovar                      |  |
| 10    | DEL   | Mario Pacheco                     |  |
| 7     | DEL   | Alfredo Alegre                    |  |
| 9     | DEL   | Lolo Fernández                    |  |
| D. T. | D. T. | Eduardo Astengo / Plácido Galindo |  |

| 1     | POR   | Juan Valdivieso          |  |
| 4     | DEF   | Víctor Guarderas Lavalle |  |
| 2     | DEF   | Narciso León             |  |
| 6     | DEF   | Eulogio García           |  |
| 3     | DEF   | Domingo García           |  |
| 6     | MED   | Alberto Montellanos      |  |
| 5     | MED   | José Morales             |  |
| 11    | MED   | Adelfo Magallanes        |  |
| 10    | DEL   | Juan Puente              |  |
| 7     | DEL   | Alejandro Villanueva     |  |
| 9     | DEL   | José María Lavalle       |  |
| D. T. | D. T. | Guillermo Rivero         |  |

| 53' · 67' | Vicente Arce Lolo Fernández | 1:1 2:1 |

| 26' | José María Lavalle | 0:1 |

| 80' | Carlos Tovar |

| 80' | Juan Valdivieso |

| Principal | Arnold Rottman |

| 1     | POR   | Juan Criado                       |  |
| 4     | DEF   | Arturo Fernández Meyzán           |  |
| 2     | DEF   | Alberto Denegri                   |  |
| 6     | DEF   | Félix Sayers                      |  |
| 3     | DEF   | Vicente Arce                      |  |
| 8     | MED   | Orestes Jordán                    |  |
| 5     | MED   | Elivio Vannini                    |  |
| 11    | MED   | Carlos Tovar                      |  |
| 10    | DEL   | Mario Pacheco                     |  |
| 7     | DEL   | Alfredo Alegre                    |  |
| 9     | DEL   | Lolo Fernández                    |  |
| D. T. | D. T. | Eduardo Astengo / Plácido Galindo |  |

| 1     | POR   | Juan Valdivieso          |  |
| 4     | DEF   | Víctor Guarderas Lavalle |  |
| 2     | DEF   | Narciso León             |  |
| 6     | DEF   | Eulogio García           |  |
| 3     | DEF   | Domingo García           |  |
| 6     | MED   | Alberto Montellanos      |  |
| 5     | MED   | José Morales             |  |
| 11    | MED   | Adelfo Magallanes        |  |
| 10    | DEL   | Juan Puente              |  |
| 7     | DEL   | Alejandro Villanueva     |  |
| 9     | DEL   | José María Lavalle       |  |
| D. T. | D. T. | Guillermo Rivero         |  |

| 53' · 67' | Vicente Arce Lolo Fernández | 1:1 2:1 |

| 26' | José María Lavalle | 0:1 |

| 80' | Carlos Tovar |

| 80' | Juan Valdivieso |

| Principal | Arnold Rottman |

| 1     | POR   | Juan Criado                       |  |
| 4     | DEF   | Arturo Fernández Meyzán           |  |
| 2     | DEF   | Alberto Denegri                   |  |
| 6     | DEF   | Félix Sayers                      |  |
| 3     | DEF   | Vicente Arce                      |  |
| 8     | MED   | Orestes Jordán                    |  |
| 5     | MED   | Elivio Vannini                    |  |
| 11    | MED   | Carlos Tovar                      |  |
| 10    | DEL   | Mario Pacheco                     |  |
| 7     | DEL   | Alfredo Alegre                    |  |
| 9     | DEL   | Lolo Fernández                    |  |
| D. T. | D. T. | Eduardo Astengo / Plácido Galindo |  |

| 1     | POR   | Juan Valdivieso          |  |
| 4     | DEF   | Víctor Guarderas Lavalle |  |
| 2     | DEF   | Narciso León             |  |
| 6     | DEF   | Eulogio García           |  |
| 3     | DEF   | Domingo García           |  |
| 6     | MED   | Alberto Montellanos      |  |
| 5     | MED   | José Morales             |  |
| 11    | MED   | Adelfo Magallanes        |  |
| 10    | DEL   | Juan Puente              |  |
| 7     | DEL   | Alejandro Villanueva     |  |
| 9     | DEL   | José María Lavalle       |  |
| D. T. | D. T. | Guillermo Rivero         |  |

| 53' · 67' | Vicente Arce Lolo Fernández | 1:1 2:1 |

| 26' | José María Lavalle | 0:1 |

| 80' | Carlos Tovar |

| 80' | Juan Valdivieso |

| Principal | Arnold Rottman |

| 1     | POR   | Juan Criado                       |  |
| 4     | DEF   | Arturo Fernández Meyzán           |  |
| 2     | DEF   | Alberto Denegri                   |  |
| 6     | DEF   | Félix Sayers                      |  |
| 3     | DEF   | Vicente Arce                      |  |
| 8     | MED   | Orestes Jordán                    |  |
| 5     | MED   | Elivio Vannini                    |  |
| 11    | MED   | Carlos Tovar                      |  |
| 10    | DEL   | Mario Pacheco                     |  |
| 7     | DEL   | Alfredo Alegre                    |  |
| 9     | DEL   | Lolo Fernández                    |  |
| D. T. | D. T. | Eduardo Astengo / Plácido Galindo |  |

| 1     | POR   | Juan Valdivieso          |  |
| 4     | DEF   | Víctor Guarderas Lavalle |  |
| 2     | DEF   | Narciso León             |  |
| 6     | DEF   | Eulogio García           |  |
| 3     | DEF   | Domingo García           |  |
| 6     | MED   | Alberto Montellanos      |  |
| 5     | MED   | José Morales             |  |
| 11    | MED   | Adelfo Magallanes        |  |
| 10    | DEL   | Juan Puente              |  |
| 7     | DEL   | Alejandro Villanueva     |  |
| 9     | DEL   | José María Lavalle       |  |
| D. T. | D. T. | Guillermo Rivero         |  |

| 53' · 67' | Vicente Arce Lolo Fernández | 1:1 2:1 |

| 26' | José María Lavalle | 0:1 |

| 80' | Carlos Tovar |

| 80' | Juan Valdivieso |

| Principal | Arnold Rottman |

|                         |
| Campeón Nacional        |
| Universitario 2º título |

## Resultados
| Local \ Visitante             | ALI | CIC  | CSI  | SBA | TAB | SUC | TAR | CAR | UNI |
| ----------------------------- | --- | ---- | ---- | --- | --- | --- | --- | --- | --- |
| Alianza Lima                  |     | 3–0  | W.O. | —   | 2–1 | 2–0 | 0–0 | —   | 2–1 |
| Ciclista Lima                 | —   |      | —    | —   | 1–2 | —   | 0–7 | 1–1 | —   |
| Circolo Sportivo Italiano     | —   | 1–2  |      | —   | —   | —   | —   | —   | —   |
| Sport Boys                    | 4–1 | 3–0  | W.O. |     | —   | —   | 1–1 | 5–1 | —   |
| Sporting Tabaco               | —   | —    | 3–3  | 2–1 |     | 1–4 | —   | —   | 2–2 |
| Sucre                         | —   | 2–1  | 2–1  | 2–2 | —   |     | —   | —   | —   |
| Sportivo Tarapacá Ferrocarril | —   | —    | W.O. | —   | 0–0 | 1–4 |     | 2–1 | —   |
| Unión Carbone                 | 0–4 | —    | W.O. | —   | 1–2 | 0–1 | —   |     | —   |
| Universitario                 | —   | W.O. | W.O. | 1–1 | —   | 2–1 | 1–0 | 6–1 |     |

#### Fecha 1
Los partidos se jugaron el 16 de setiembre de 1934, descansó Universitario.
| Equipo 1      | Resultado | Equipo 2                      |
| ------------- | --------- | ----------------------------- |
| Ciclista Lima | 1–1       | Unión Carbone                 |
| Sucre         | 2–1       | Circolo Sportivo Italiano     |
| Sport Boys    | 1–1       | Sportivo Tarapacá Ferrocarril |
| Alianza Lima  | 2–1       | Sporting Tabaco               |

#### Fecha 2
Los partidos se jugaron el 22 y 23 de setiembre de 1934, descansó Ciclista Lima.
| Equipo 1                  | Resultado | Equipo 2                      |
| ------------------------- | --------- | ----------------------------- |
| Sport Boys                | 4–1       | Alianza Lima                  |
| Sucre                     | 1–0       | Unión Carbone                 |
| Circolo Sportivo Italiano | 3–3       | Sporting Tabaco               |
| Universitario             | 1–0       | Sportivo Tarapacá Ferrocarril |

#### Fecha 3
Los partidos se jugaron el 30 de setiembre y el 3 de octubre de 1934, descansó Alianza Lima. Circolo Sportivo Italiano se retiró del torneo después de la tercera fecha. Por lo tanto, sus cinco partidos restantes se adjudicaron a sus oponentes por walkover.
| Equipo 1                      | Resultado | Equipo 2      |
| ----------------------------- | --------- | ------------- |
| Sporting Tabaco               | 2–2       | Universitario |
| Sport Boys                    | 2–2       | Sucre         |
| Circolo Sportivo Italiano     | 1–2       | Ciclista Lima |
| Sportivo Tarapacá Ferrocarril | 2–1       | Unión Carbone |

#### Fecha 4
Los partidos se jugaron el 7 de octubre de 1934, descansó Sport Boys.
| Equipo 1                      | Resultado | Equipo 2                  |
| ----------------------------- | --------- | ------------------------- |
| Universitario                 | 2–1       | Sucre                     |
| Sporting Tabaco               | 2–1       | Ciclista Lima             |
| Alianza Lima                  | 4–0       | Unión Carbone             |
| Sportivo Tarapacá Ferrocarril | W.O.      | Circolo Sportivo Italiano |

#### Fecha 5
Los partidos se jugaron el 14 de octubre de 1934, descansó Unión Carbone.
| Equipo 1        | Resultado | Equipo 2                      |
| --------------- | --------- | ----------------------------- |
| Sport Boys      | 3–0       | Ciclista Lima                 |
| Alianza Lima    | 2–0       | Sucre                         |
| Sporting Tabaco | 0–0       | Sportivo Tarapacá Ferrocarril |
| Universitario   | W.O.      | Circolo Sportivo Italiano     |

#### Fecha 6
Los partidos se jugaron el 21 de octubre de 1934, descansó Sportivo Tarapacá.
| Equipo 1      | Resultado | Equipo 2                  |
| ------------- | --------- | ------------------------- |
| Unión Carbone | 1–2       | Sporting Tabaco           |
| Sucre         | 2–1       | Ciclista Lima             |
| Universitario | 1–1       | Sport Boys                |
| Alianza Lima  | W.O.      | Circolo Sportivo Italiano |

#### Fecha 7
Los partidos se jugaron el 28 de octubre de 1934, descansó Sporting Tabaco.
| Equipo 1      | Resultado | Equipo 2                      |
| ------------- | --------- | ----------------------------- |
| Universitario | 6–1       | Unión Carbone                 |
| Sucre         | 4–1       | Sportivo Tarapacá Ferrocarril |
| Alianza Lima  | 3–0       | Ciclista Lima                 |
| Sport Boys    | W.O.      | Circolo Sportivo Italiano     |

#### Fecha 8
Los partidos se jugaron el 4 de noviembre de 1934, descansó Circolo Sportivo Italiano.
| Equipo 1      | Resultado | Equipo 2                      |
| ------------- | --------- | ----------------------------- |
| Sucre         | 4–1       | Sporting Tabaco               |
| Alianza Lima  | 0–0       | Sportivo Tarapacá Ferrocarril |
| Sport Boys    | 5–1       | Unión Carbone                 |
| Universitario | W.O.      | Ciclista Lima                 |

#### Fecha 9
Los partidos se jugaron el 18 de noviembre de 1934, descansó Sucre FC.
| Equipo 1                      | Resultado | Equipo 2                  |
| ----------------------------- | --------- | ------------------------- |
| Sporting Tabaco               | 2–1       | Sport Boys                |
| Sportivo Tarapacá Ferrocarril | 7–0       | Ciclista Lima             |
| Alianza Lima                  | 2–1       | Universitario             |
| Unión Carbone                 | W.O.      | Circolo Sportivo Italiano |

## Máximos goleadores
| Jugador        | Equipo                    | Goles |
| -------------- | ------------------------- | ----- |
| Lolo Fernández | Universitario de Deportes | 10    |
| Jorge Alcalde  | Sport Boys                | 10    |